# エフェルト・ファン・アールスト
エフェルト・ファン・アールスト（Evert van Aelst、1602年 - 1657年2月19日）はオランダ黄金時代の画家の一人である。より有名な静物画家、ウィレム・ファン・アールストの叔父である。

## 略歴
デルフトで生まれたが、その生涯について知られていることは少ない。法律家の息子で、17世紀に画家たちの伝記を残したアルノルト・ホウブラーケンは、おそらく16世紀のフランドルの画家、ピーテル・クック・ファン・アールスト(1502-1550)の子孫であろうとしている。
エフェルト・ファン・アールストが誰から絵を学んだかは知られていないが、その作品はピーテル・クラースゾーン(1597/98–1660)やバルタザール・ファン・デル・アスト(1590s.-1657)の静物画にスタイルがよく似ている。1632年の5月にデルフトの聖ルカ組合に入会した。
静物画家としてより知られている、ウィレム・ファン・アールスト(1627-1683)の叔父であり、ウィレムに絵を教えた。ウィレムの他に、Jan Denysz という画家やAdam Pick (1621/22-1642)という画家を弟子にしていたとされる。
静物画家として、優れた技量の持主で、果物や鎧、金属製の食器などを巧みに描き、猟の獲物の死んだ鳥を描くこともあった。作品にはしばしば「 E.V.Aelst」のサインがされた。甥の作品ともよく似ているのでサインのない作品は、ウィレムの作品とされたため、エフェルト・ファン・アールストに帰属される作品の数は少ない。